# نوک تپه زنگوله آبی
نوک تپهٔ زنگوله آبی (به انگلیسی: Blue Bell Knoll) پنجمین آلبوم استودیویی از گروهٔ موسیقی آلترناتیو راک اسکاتلندی کوکتو تویینز می‌باشد که در ۱۹ سپتامبر سال ۱۹۸۸ از سوی ۴ای‌دی منتشر گردید.